# My Destiny (東方神起の曲)
「My Destiny」（マイ デスティニー）は、東方神起の楽曲である。2005年11月2日に日本での3枚目のシングルとしてrhythm zoneより発売。

## 概要
前作『Somebody To Love』から約4か月ぶりのリリースで、東方神起で初めてバラードがシングル表題曲となった作品。
[CD]のみ、[CD+DVD]の2形態でリリースされ、[CD]のみ仕様には「My Destiny（アカペラver.）」を収録。[CD]のみ仕様の裏ジャケットは、メンバー全員のものに加えて、各メンバーのバージョンのものもあり、全部で6種類となる。収録曲はいずれも同じである。
2005年11月14日付のオリコン週間シングルランキングで最高16位を記録した。

## 収録内容

### ［CD］
| #         | タイトル                     | 作詞      | 作曲      | 編曲         | 時間  |
| --------- | ---------------------------- | --------- | --------- | ------------ | ----- |
| 1.        | 「My Destiny」               | 小山内舞  | 松浦晃久  | Maestro-T    | 5:14  |
| 2.        | 「Eternal」                  | 園田凌士  | 森元康介  | Jin Nakamura | 4:36  |
| 3.        | 「My Destiny」(アカペラver.) | 小山内舞  | 松浦晃久  |              | 2:38  |
| 4.        | 「My Destiny」(Less Vocal)   |           |           |              | 5:14  |
| 5.        | 「Eternal」(Less Vocal)      |           |           |              | 4:36  |
| 合計時間: | 合計時間:                    | 合計時間: | 合計時間: | 合計時間:    | 22:18 |

### ［CD+DVD］
| #         | タイトル                   | 作詞      | 作曲      | 編曲         | 時間  |
| --------- | -------------------------- | --------- | --------- | ------------ | ----- |
| 1.        | 「My Destiny」             | 小山内舞  | 松浦晃久  | Maestro-T    | 5:12  |
| 2.        | 「Eternal」                | 園田凌士  | 森元康介  | Jin Nakamura | 4:34  |
| 3.        | 「My Destiny」(Less Vocal) |           |           |              | 5:12  |
| 4.        | 「Eternal」(Less Vocal)    |           |           |              | 4:34  |
| 合計時間: | 合計時間:                  | 合計時間: | 合計時間: | 合計時間:    | 19:32 |

| #  | タイトル                   | 作詞 | 作曲・編曲 | 監督           |
| -- | -------------------------- | ---- | ---------- | -------------- |
| 1. | 「My Destiny」(Video Clip) |      |            | Takahide Ishii |
| 2. | 「Interview」              |      |            |                |

## 曲の解説
1. My Destiny
R&Bバラードナンバー。2004年の来日時に仮のレコーディングが行なわれていた[2]。
テレビ東京系『月曜エンタぁテイメント』エンディングテーマとして使用された。
本作についてユンホは「R&B系のバラードをシングルとしてリリースするのは初めてだったから、通常とは違う歌い方をした。」「より気持ちを前に出して歌っているから、そんなところにも注目してほしい」と語っている[2]。
ミュージック・ビデオでは、最愛の人との別れの中での苦悩が描かれている。その中でチャンミンは彼女と一緒に聴いていた曲をiPodで視聴しながら思い出に浸るというシチュエーションを演じており、その曲が本作という設定になっている。[3]。映像内ではダンスシーンも存在するが、ジェジュンが足を怪我していたことにより、4人でのパフォーマンスとなっている。
2. Eternal
ハッピーエンドの曲で、ユチョンは「この曲の歌詞は本当にピュアだと思う」と語っている[3]。
3. My Destiny (アカペラVer.)
[CD]のみ仕様に収録。表題曲のア・カペラバージョン。

## 発売
CD
品番：RZCD-45288〜45293（ジャケット6種類）
CD+DVD
品番：RZCD-45287/B

## 収録アルバム
My Destiny
- Heart, Mind and Soul
- BEST SELECTION 2010
- COMPLETE -SINGLE A-SIDE COLLECTION-

Eternal
- Heart, Mind and Soul
- SINGLE B-SIDE COLLECTION

My Destiny (アカペラver.)
- Heart, Mind and Soul（初回限定盤）